# 石川エリ
- 石川エリ
- 石川恵理

石川 エリ（いしかわ えり、1987年4月9日 - ）は、日本の元女性アイドル。愛称は「エリぼん」（恵理ぼん・えりボン）。東京都出身。

## 概説
2001年7月にテレビ朝日の「テレ朝エンジェルアイ」メンバーとして石川恵理名義でデビュー。2002年4月に卒業し、同月からテレビ東京の番組『おはスタ』の「おはガール」メンバーとなる。おはガールではリーダーとして活動し、2003年3月に卒業。その後もエイベックス・エンタテインメントのグループ「フルーツポンチ」に所属していた。
特技はピアノであり、浜崎あゆみを「憧れの人」としてあげていた。テレ朝エンジェルアイ2001では最年少のメンバーであり、他のメンバーからは「若いのに努力家」と評されていた。おはガールのメンバーからは、「しっかりしてる」（海老沢神菜）「よく気がききます」（近野成美）と評されていた。

## メディア

### DVD
- 「道～Michi～」（2001年8月1日、prime direction）[9][10][1]
- 「vanilla collection Vol.5」（2001年12月13日、アクアハウス）[2]
- 「エンジェルアイ Privete Resort」（2002年3月20日、prime direction）[1][6]
- 「jasmine」（2002年7月5日、DooGA）[3]

### 写真集
- 「Summer Days」（2001年7月20日、KSS、ISBN 978-4-87709-532-1）[2]
- 「mocha」（2001年11月20日、アクアハウス、ISBN 978-4-86046-032-7）[11]
- 「ソツギョウ エリ Bon Voyage」（2003年3月20日、ワニマガジン、ISBN 978-4-89829-879-4）[2]